# Дюшен, Вячеслав Александрович
Вячесла́в Алекса́ндрович Дюше́н (26 декабря 1847 — 3 декабря 1916) — русский военный деятель — артиллерист и учёный-конструктор, генерал от артиллерии (1913).

## Биография
Родился в 1847 году в Москве в семье Александра Петровича Дюшена (р. 1808) и Александры Ивановны Богдановой (р. 1823).
Отец, Александр Петрович Дюшен, выходец из семьи французского происхождения, брат московского купца Петра Петровича Дюшена (1811–1888) работал канцеляристом в Александринском сиротском институте для детей обоего пола, имел чин губернского секретаря. Дед по матери, Иван Константинович Богданов, также работал в сиротском институте канцеляристом, а бабушка, Агриппина Павловна Зверева — кастеляншей. Их дочь, мать Вячеслава, хотя и не являлась сиротой, закончила женское отделение института. 
Родители Вячеслава обвенчались 5 ноября 1844. В 1846 году у них родилась старшая дочь Юлия, в 1847 году — сын Вячеслав. Младшая дочь, Евфалия, родиласть в 1849 году и была крещена 9 января в Церкви Казанской иконы Божией Матери в Сущёве на Сущёвской улице (не сохранилась), но скончалась в младенчестве. Вся семья Дюшенов жила в квартире при Александринском сиротском институте и посещала институтскую домовую церковь Святого князя Александра Невского.
В 1849 году сиротский институт был преобразован в учебное заведение для мальчиков — Александринский сиротский кадетский корпус, а в 1863 году — ещё раз преобразован, в Александровское военное училище. 
Вячеслав Дюшен окончил сперва его, а затем Михайловском артиллерийском училище в Санкт-Петербурге.
Из Михайловского училища Дюшен был в 1866 году выпущен подпоручиком в 7-ю конно-артиллерийскую бригаду. Затем поступил в Михайловскую артиллерийскую академию, которую окончил в 1871 году.
В 1871—77 годах занимал должности делопроизводителя лафетного отдела артиллерийского комитета и начальника мастерской Петербургского орудийного (Обуховского) завода. 
В 1877 году выезжал в действующую армию, чтобы испытать в боевых условиях орудийные лафеты новой конструкции (лафеты Насветевича). 
Получил дворянский титул за успешное применение нового вида пушечных снарядов в Турецкую кампанию. 
В дальнейшем стал известен как автор важных для своего времени научных работ, посвящённых конструкции орудийных лафетов, которые издавались в основном в «Артиллерийском журнале»: «О действии выстрела на лафет», «Основания теории скрепленных орудий», «Сопротивление цепей растяжению» и других.
Как конструктор, Дюшен предложил несколько новых типов конструкции орудийных лафетов и установок. В частности, им была переделана установка для 11-дюймовой пушки системы Круппа образца 1877 года для кругового обстрела и сконструирована установка для 14-дюймовой короткоствольной пушки. У этой установки задний конец рамы был поставлен на пару колес, а передний опирался на кольцевую балку с системой катков.  В дальнейшем, на основании этой установки был спроектирован мортирный станок Кокорина.
По состоянию на 1911—1912 год генерал-лейтенант Дюшен, согласно Военной энциклопедии Сытина, руководил отделом артиллерийского комитета, отвечавшим за разработку электроосветительных и оптических приборов для нужд артиллерии. 
В 1913 году был произведён в генералы от артиллерии. В 1914 году, после выхода в отставку, по совету врачей уехал в Феодосию. Скончался в 1916 году, похоронен с военными почестями на кладбище Феодосии (могила утеряна). 
Сын генерала, инженер Борис Вячеславович Дюшен, видный меньшевик, активный участник Ярославского восстания, затем — сотрудник отдела пропаганды Северо-Западной армии Юденича, в 1920-е годы в эмиграции примкнул к сменовеховцам, был завербован ОГПУ и вернулся в Советскую Россию, где в дальнейшем работал главным инженером спецлаборатории НКВД.